# 女子プロレス

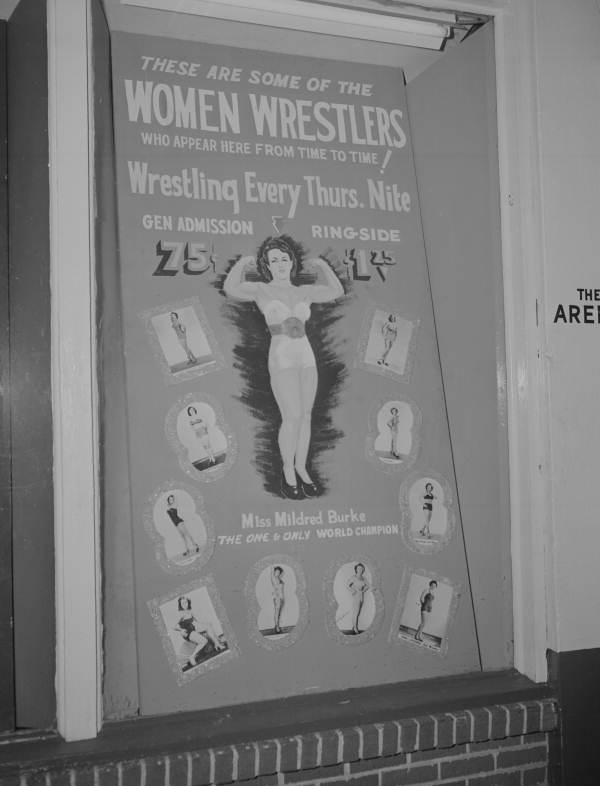
20世紀中期にアメリカでミルドレッド・バークを主役とした女子プロレスのポスター。

女子プロレス（じょしプロレス、Women's professional wrestling）は、女性が試合をするプロレス。競技者を女子プロレスラー（じょしプロレスラー）と呼んでいる。

## 歴史

### アメリカ
アメリカでは、すでに1900年代初頭には女性プロレスラーが存在して男性プロレスラーによる興行の中で試合を行っていたと言われているが詳細な記録は残されていない。記録が残されていないのは男子と比べショー的な部分が大きかったことからとされる。なお、記録が残っている最初の王者は1905年に16歳でデビューしたコーラ・リヴィングストン。20世紀初頭に活動したが、試合写真はほとんど残っておらず、対戦相手がどんな人物であったのかなどの確認はできない。
1930年に入るとクララ・モーテンソンが台頭し、彼女に勝って王者になるのがミルドレッド・パークである。アメリカの一般的な女子プロレスの歴史はパークと入れ替わるように出てきたファビュラス・ムーア、メイ・ヤングの時期から認識されている。この時代は絶対的な人数が少ないこともあり、1興行に1カード組まれればよく、ひとりのスターと対戦相手（防衛戦の相手）しか必要がない時代であったとライターの斎藤文彦は叙述している。アメリカでのこの体制は長らく続くが、1990年代にブル中野、アランドラ・ブレイズが日本から輸入されることで崩れていく。

### 日本
日本においての女子プロレスの歴史は、1948年2月に東京都三鷹市の小さな道場にて進駐軍相手の興行としてスタートし、歴史的には力道山がプロレスを始めるよりも前に存在していた。
ただし、当時の女子プロレスの主な試合会場は芝居小屋、キャバレー、ストリップ劇場などで、試合も対戦相手のガーター（下着）を奪い合う（ガーター・マッチ）と言ったお色気を強調したものであり、現在開催されている女子プロレスとはかなり違うため（現在に当てはめるとキャットファイトに近い）、これをプロレスと呼ぶべきかは意見の分かれる所である。
なお、上記を女子プロレスと定義した場合は、日本人最初の女子プロレスラーはパン猪狩とショパン猪狩の妹である猪狩定子だと言われている（猪狩定子は全日本女子プロレスの記念興行で「日本人最初の女子プロレスラー」とされることから女子プロレスの殿堂入りとして表彰されている）。
この様な形で始まった日本の女子プロレスだが、力道山の「プロレスは女にできるものではない」という意向で圧力がかかり、1950年に警視庁から禁止令を出されて一時姿を消した後の1954年11月19日、在日米軍慰問のために訪れた世界チャンピオンのミルドレッド・バーク、メイ・ヤングら当時の全米トップ選手を招き蔵前国技館を始めとした大会場にて興行を行い、満員の観衆を集め大反響を得たため、それまでのお色気を強調したものから現在のプロレスに近い形が出来上がっていくことになる。1955年9月10日と11日、両国メモリアルホールで「全日本女子プロレスリング王座決定トーナメント」が開催されて、猪狩定子&田山勝美組が女子タッグ初代王者となった。また記録映画として『赤い激斗』が制作された。
これを機にいくつもの女子プロレス団体が乱立したものの、これらは日本女子プロレスにまとめられ、最終的には現在の興行形態を作った全日本女子プロレスが女子プロレス団体として勝ち残り、1970年代後半にビューティ・ペアの登場により女性ファンの人気を集めブームとなり、80年代以降もクラッシュ・ギャルズなどのスター選手は女性人気を得ることとなった。
1990年代に入りユニバーサル・プロレスリングやW★INGプロモーションと業務提携を結んだ全女が提供試合をしたことで男性ファンからそれまでとは異なるファン層から注目を集め、FMW女子部と全女の対抗戦が契機となり、全女を中心に団体対抗戦が横浜アリーナなどの大会場で行われるほどの人気を得た。団体対抗戦は総じて負傷必至の消耗戦であり「勝っても負けても良い試合をして次の試合につなげる」というプロレスの鉄則を破るものであった。ただ、この対抗戦の乱発によってクラッシュ・ギャルズ以来の女子プロレスブームが起こり女子プロレス単体でゲームソフトが発売されるほどだった。
しかしながら、1994年の全女主催の東京ドーム興行「憧夢超女大戦」の興行的失敗により女子プロレスの人気に陰りが見え始め、97年10月には全女で2度目の不渡りを出して銀行取り引きが停止するなど経営が傾き、経営不安などからトップレスラーが独立するなどして、団体の細分化が始まる。
2000年代以降も細分化が進み、求心力を失った全日本女子プロレスが2005年に解散するなど、女子プロレスは低迷期を迎え、東京スポーツ制定の「プロレス大賞」の「女子プロレス大賞」が2004年から5年連続該当者なしとなり、後楽園ホールでの大会がビックマッチとなる団体も多かった。
2010年以降、細分化の末に赤井沙希、愛川ゆず季など芸能界からの参入が増え、女優として活動する人物を中心とした団体のActwres girl'Zが旗揚げされるなど、芸能界からの女子プロレス参入が増加した。また、WRESTLE-1などの男女混合団体も増加し、DDTプロレスリング傘下として東京女子プロレスが誕生するなど、男子プロレスとの結びつきが強まり、多くの団体で男子の試合やミックスファイトを興行に組み入れることが増えた。
2015年、華名がWWEと契約。1994年のブル中野以来の日本人女子のWWE入りを果たす。それ以降も宝城カイリや紫雷イオなど、多くの日本人選手がWWEと契約しタイトルを獲得した。
2016年12月29日、長与がホストとなり、さいたまスーパーアリーナで「レジェンド女子プロレス〜ファイティングガールズ〜」を開催。試合は2017年2月3日にフジテレビで放送され、2004年の「ダリアンガールズ」以来のフジテレビでの放送が実現した。
2019年、スターダムがブシロード傘下となり、日本最大手の団体である新日本プロレスと同系列となった。その後、地方ローカルながらも地上波で試合中継が放送されるようになり、大田区総合体育館や両国国技館などといった大会場での大会を数多く開催し、2022年には団体毎の年間観客動員数で男子を含めて国内2位となった。

### 諸外国
アメリカでは以前にはGLOW、POWW、LPWAの女子プロレス団体も存在し、現在もPGWA、WEW、SWA、WSUのような女子のみの団体が存在している。
北米では女子プロレスの俗称として「Chick Fight」と呼ばれているが近年では日本の女子プロレスが評価されて「Joshipuro」と呼ばれるようにもなった。アメリカのインディー団体の1つであるACWでは女子部を「American Joshi」としている。
全米最大手のWWEでは2000年代までディーヴァと呼ばれ、あくまで男子レスラーのサポートといった立ち位置の選手が多かったが、JBエンジェルスやブル中野を観た新世代の加入、日本育ちの選手の加入などにより2016年以降は王座名を変更するなどウェイメンズ・ディビジョンと呼ばれ男子と同じ扱いとなっている。また2022年時点のパフォーマンスセンター練習生数、NXTブランドの所属選手も半数は女子選手となっている。2019年にはレッスルマニアのメインイベントがロンダ・ラウジー対シャーロット・フレアー対ベッキー・リンチのトリプルスレッドマッチで行われ、初めて女子の試合がメインイベントとなった。
メキシコにもLLFやWWS、イギリスにもプロレスリングEVEのような女子プロレス団体が存在しているが、どちらもスタジオマッチや常打ち会場等での興行が主であり日本のような全国を回るような興行形態ではない。

## 服装

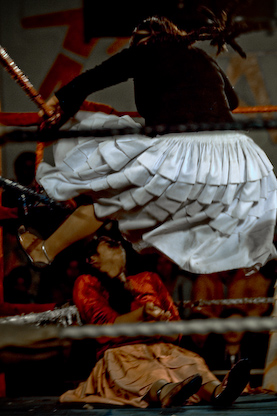
ボリビアで行われたアイマラ民族衣装による試合。

特に女子プロレスでは試合用の服装のことをリングコスチューム、それを略してリンコスと呼んでいる。
日本女子プロレスの黎明期からは長い間はシンプルなワンピース水着やレオタードが定番となっていた。それまでのお色気を払拭してスポーツ色をより高めることの表れであった。ヒールレスラーの場合は下にロングタイツを着用する場合が多い。1990年代までのアメリカも同様にレオタードが定着していた。一方でアイドルから転身したミミ萩原は全盛期にハイレグなどセクシー面が強調されたコスチュームを使用するようになった。クラッシュ・ギャルズの全盛期になると競泳水着がポピュラーとなる。
しかし、ジャパン女子プロレスが旗揚げされると、フリルやレース付きコスチュームが登場。その後もセパレート型やユニタード型など多様化が進んだ。アイスリボンなどでは私服に近いコスチュームでリングに上がる場合もある。さらには、広田さくらなどいわゆるコスプレで試合を行う選手も存在する。また、現在でもワンピース水着タイプを好む昔からの女子プロレスファンは多く、夏すみれのように、元々ファンだった選手がワンピース水着タイプを愛用するケースも存在する。ただ女子プロレスでは長年水着が定着していたため水着を改修したものを主に使用しており、長らく水着とは似つかぬものも含めてコスチュームのことを水着と呼んでいた。また、先輩が使用していたコスチュームを後輩が譲り受けることも少なくない。
一方でキャリアを積んだ選手は試合あるいはシリーズごとにコスチュームを変える場合もある。ダーク・エンジェルは初来日の時にコスチュームを6着持参し、スターライト・キッドは試合ごとにマスクを変えている。
かつては全日本女子プロレスが全盛を極めていた当時はデビュー直後から1年間、新人女子選手のコスチュームといえば、スクール水着タイプのコスチュームとアマチュアレスリング用のシューズというのが定番のスタイルであった（同じようなパターンは男子レスラーでも同じであり、新人のコスチュームは黒いショートタイツに黒もしくは白いリングシューズという俗に言うストロングスタイルと呼ばれるものが定番として挙げられているが、団体によってはカラーのショートタイツも採用されている）。それ以降も、デビュー直後の新人選手などは競泳水着が元となったものやユニタードなどシンプルなコスチュームで試合をすることが多かったが、現在では新人が凝ったコスチュームでデビュー戦を行うことも多い。
WWEのディーヴァの場合、セクシーさを前面に押し出したコスチュームを使用することが多かったが、ディーヴァの名が消えて以降は薄れた。一方、北米インディ団体やメキシコのルチャリブレでは現在もレオタードは少なくない。

## 特色

### デビュー
女子プロレスの場合は多くの団体で「オーディション」と「プロテスト」の2段階を踏まなければデビューできない仕組みとなっている。このシステムはビューティ・ペアの全盛期の全日本女子プロレスにて導入されたもので、希望者の殺到により1度にプロテストを行うことが困難になったため、前段階としてオーディションを行い、そこで選ばれた者数名を候補者として一定期間後にプロテストを受けさせた。後に練習生制度を取り入れたがプロテスト受験を必須としたのは変わらない。その後もこれを継続して他団体も追随する形で導入している（男子団体でも元全女の北斗晶が代表を務めるダイヤモンド・リングで同様のシステムを取り入れている）。
かつての全日本女子では義務教育修了（または見込）者で18歳以下をオーディション受験資格と定めていたが、25歳定年制の事実上廃止や女性の高学歴化・晩婚化もあり、上限は22歳まで引き上げられた。
近年は女子プロレスラー志願者が減少していることもあり、アイスリボンのように2段階選抜を撤廃して門戸を広げる団体も現れている。また一部女子プロレス団体では年齢制限を撤廃したり拡げるなどしているため、現在では小中学生レスラーや25歳以上でデビューした遅咲きの選手もおり、デビュー年齢の差も上下で大きくなっている。

### 階級
男子プロレスの場合は100kg前後を境にヘビー級とジュニアヘビー級に分かれるが女子は基本的に無差別級である。ただし一部女子プロレス団体では体重別階級の線引きをしており、この場合は60kg前後で分けることが多い。体重制限のあるタイトルとしてはかつての全日本女子のWWWA世界スーパーライト級王座、GAEA JAPANのWCW世界女子クルーザー級王座が存在していた。また、アイスリボンには体重制限のあるICE×60王座が最高位の王座として存在したが、現在は撤廃されてICE×∞王座に改称された。

### ジュニア
男子における「ジュニア」は上述の「ジュニアヘビー級」を意味するが、女子ではデビューからのキャリアが浅い若手を意味する。ジュニアにカテゴライズされるキャリアは団体によって異なるが各女子プロレス団体のジュニア女子選手を集めた「ジュニア・オールスター戦」では「5年以内」と規定していた。またジュニアを対象としたタイトルも存在して全日本女子の全日本ジュニア王座、現存するものではJWP女子プロレスのJWPジュニア王座&POP王座がそれに当たる。なおプロレスリングWAVEでは「ヤング」と表現している。アイスリボンのインターネットシングル王座は、4代目王者決定トーナメント以降にデビュー3年以内もしくは19歳以下に規定を変更して実質的なジュニア王座となっている（現在は規定廃止）。REINA女子プロレスがCMLLと合同で創設したCMLL-REINAインターナショナルジュニア王座はデビュー10年以内と対象が大きくなっている。

### 芸能との関わり
女子プロレスと芸能の関係は非常に深い。1970年代に活躍したマッハ文朱はレスラーと並行して歌手としても活動して女子プロレスの地位向上に貢献し、引退後はタレントに本格転向。マッハはいわゆるタレントレスラーの嚆矢となり、この流れは後にビューティー・ペアに受け継がれ、彼女らのレコードが大ヒットするなど社会現象を起こした。一方、全日本女子では所属選手の映画やドラマ出演も積極的に行われ、女子プロレス団体自体が全面協力することも多かった。以降も女子プロレスラーは歌手、女優のみならずダンプ松本、アジャ・コング、神取忍のようにキャラクターを生かしてバラエティ番組に進出したりキューティー鈴木や井上貴子のように写真集を出版するなどリング外にも活動範囲を広げていった。
また、女性タレントが女子プロレスラーになるケースもある。その先駆けはアイドル歌手出身のミミ萩原でビューティー・ペアの引退後の全日本女子を支えた。近年では映画や音楽などとリンクして女子プロレスラー発掘を行うこともありアイスリボンとNEO女子プロレスが全面協力した「スリーカウント」では出演者に女子プロレスラー活動を義務付けて志田光、松本都、藤本つかさがレスラーとして活動している。2010年にはグラビアアイドルの愛川ゆず季が、2013年に声優・歌手の清水愛が、2022年にはタレントでYouTuberのフワちゃんが プロレスラーデビューして話題になった。SKE48のメンバー・荒井優希は、2021年5月4日にプロレスラーデビュー し、アイドルとプロレスラーの二足の草鞋を履いていたが、2025年3月31日をもってSKE48を卒業、翌4月以降はプロレスラー専業となっている。
芸能事務所が女子プロレスに関わることもある。吉本興業による吉本女子プロレスJd'やホリプロが企画したダリアンガールズがそれに当たる。Jd'では「アストレス」と呼ばれるプロジェクトを打ちアクションスターへの道としてプロレス活動を展開した。またホリプロもダリアンガールズが活動停止後にLLPWと業務提携を結びオーディションを展開したり「ホリプロ女子プロレス軍団」を結成してNEOに参戦させていた。最近ではオスカープロモーションが赤井沙希を所属のままDDTプロレスリング（男子プロレス団体）に参戦させた。

### 経営
男子プロレス団体の場合は所属選手が社長を兼任する場合が多いが、女子プロレスではほとんどの団体でいわゆる「背広組」の男性（女性ではGAEA JAPANの杉山由果の例あり）が代表に就任している（例として、JWPの篠崎清、アイスリボンの佐藤肇、スターダムやマリーゴールドのロッシー小川など）。
しかし、LLPWでは団体設立の背景から初代の風間ルミから現在の神取忍まで代々所属選手が代表を務めている。
また、OZアカデミー女子プロレスは尾崎魔弓が代表を務める会社が運営しており、2011年に設立されたワールド女子プロレス・ディアナも井上京子が代表に就任し（新法人移行とともに退任）、さらにプロレスリングWAVEでは新法人設立にあたりGAMI（現在は選手引退）が、センダイガールズプロレスリングも2011年7月の新崎人生（みちのくプロレス）の代表退任に伴い後任として里村明衣子がそれぞれ就任しており兼任代表は増えつつある。
過去の女子プロレス団体では、メジャー女子プロレスAtoZの初代代表に堀田祐美子が就任し、後に一時引退していた下田美馬が代表代行を務めた。さらにNEO女子プロレスで一時的ではあるが元JDスター女子プロレスの賀川照子（NEOではリングアナウンサーとして活動していた）が代表を務めたことがある。

### ファイトマネー
かつての全日本女子プロレスでは、デビュー時は基本給と出場給を併せても月10万円には達せず、貧困に喘ぐ選手も少なくなかった。その一方で、スター選手の月給は「大きな封筒が立つ」ほどといわれ、引退時の功労金も、長与千種は「家が建つ」と後に明かした。
また、紫雷イオによると、2017年の日本においてはファイトマネーに関して新人選手に限れば男子選手よりも高額なことが多く、収入も比較的安定しているという。また、2020年代に入ると、大手企業傘下の団体では物販ロイヤリティーやメディア出演などのリング外の仕事を含めれば年俸が1000万円を超える選手も現れるようになり、岩谷麻優は2021年に最高月収が300万円であることを明らかにした。その一方で、団体間での格差も存在しており、ジュリアによれば、アイスリボン時代は団体内で新人賞を獲得した直後でも月収10万ほどだったといい、怪我の治療費も請求できなかったという。
海外では、世界最大手のWWEに長期参戦したブル中野が日本時代と比べ年俸が約13倍に上がったと後に語り、2020年代ではWWEにおいて年俸が数百万ドルに及ぶ女子選手も存在するといわれている。

## 女子プロレス団体一覧

### 現存している日本の団体
- LLPW-X（1992年8月29日にLLPWとして旗揚げ - 2011年11月15日に団体名をLLPW-Xに改称 - ）
- アイスリボン（2006年6月5日 - ）
- センダイガールズプロレスリング（2006年7月9日 - ）
- OZアカデミー女子プロレス（1998年6月21日に女子プロレスプロモーションとして旗揚げ - 2006年10月23日に女子プロレス団体化 - ）
- プロレスリングWAVE ※男女混合（2007年8月26日 - ）
- スターダム（2011年1月23日 - ）
- ワールド女子プロレス・ディアナ（2011年4月17日 - ）
- チョコプロ レスリング（2012年6月18日にプロレスリング我闘雲舞として旗揚げ - 2024年9月23日に団体名をチョコプロ レスリングに改称 - ）
- 信州ガールズ（2013年9月8日に信州ガールズプロレスリングとして旗揚げ - 2016年8月13日、2018年6月16日 - 2020年1月26日、2020年3月19日に団体名を信州ガールズに改称 - ）
- 東京女子プロレス（2013年12月1日 - ）
- 世界プロレス協会（2013年12月31日 - ）
- SEAdLINNNG（2015年8月26日 - ）
- Actwres girl'Z（2015年9月6日 - 2021年12月18日、2022年2月13日 - ）
- Marvelous ※男女混合（2016年5月3日 - ）
- PURE-J女子プロレス（2017年8月11日 - ）
- 2point5女子プロレス（2022年11月6日 - ）
- Evolution（2023年3月31日 - ）
- MARIGOLD（2024年5月20日 - ）

### 消滅または休止している日本の団体
- 全日本女子レスリング倶楽部（不明）
- 東京ユニバーサル女子プロレス団（不明）
- 全日本女子プロレス協会（不明）
- 東洋女子プロレス協会（不明）
- オール関東女子プロレス団（不明）
- 国際女子プロレス協会（不明）
- 日本セントラルプロレス協会（不明）
- 広島女子プロレスチーム（不明）
- 日本女子プロレス協会（1967年4月29日 - 1972年）
- 全日本女子プロレス（1968年6月4日 - 2005年4月17日）
- ニューワールド女子プロレス（1979年10月20日 - 1979年11月30日）
- ジャパン女子プロレス（1986年8月17日 - 1992年1月28日）
- JWP女子プロレス（1992年4月3日 - 2017年4月2日）
- GAEA JAPAN（1995年4月15日 - 2005年4月10日）
- JDスター女子プロレス（1996年4月14日に吉本女子プロレスJd'として旗揚げ - 2003年4月に団体名をJDスター女子プロレスに改称 - 2004年4月29日に女子プロレスプロモーション化 - 2007年5月20日）
- アルシオン（1998年2月18日 - 2003年6月22日）
- NEO女子プロレス（1998年1月9日にネオ・レディースとして旗揚げ - 2000年1月6日、2000年5月31日に団体名をNEO女子プロレスに改称 - 2010年12月31日）
- メジャー女子プロレスAtoZ（2003年7月25日 - 2006年5月3日）
- ダリアンガールズ（2003年10月17日 - 2004年5月1日）
- M's Style（2004年4月4日 - 2006年10月8日）
- 我闘姑娘（2004年10月31日 - 2007年1月27日）
- CHICK FIGHTS SUN（2006年10月1日にプロレスリングSUNとして旗揚げ - 2007年10月6日に団体名をCHICK FIGHTS SUNに改称 - 2009年4月26日）
- OSAKA女子プロレス（2010年3月21日 - 2017年2月12日）
- 19時女子プロレス（2010年6月1日 - 2011年8月26日にアイスリボンが吸収合併）
- REINA女子プロレス（2011年1月23日に女子プロレスプロモーション「REINA女子プロレス」として旗揚げ - 2011年4月2日に女子プロレス団体化 - 2012年5月24日にREINA×WORLDとして女子プロレスプロモーション化 - 2012年10月6日にREINAワールド女子プロレスとして女子プロレス団体化 - 2013年3月にREINA女子プロレスとして女子プロレスプロモーション化 - 2014年1月にWNC-REINAとして女子プロレス団体化 - 2014年6月26日に団体名をREINA女子プロレスに改称 - 2018年3月10日、2018年7月29日 - 2019年）
- 崖のふち女子プロレス（2011年6月3日 - 2016年6月26日、2019年11月11日 - 2022年）

### 日本のプロモーション
- エスオベーション（2005年6月5日 - 2015年11月）
- THE WOMAN（2006年1月6日 - 2006年11月23日）
- バトスカフェ（2006年7月22日 - 2008年3月23日、2015年3月15日 - ）
- ニュー全日本女子プロレス（2006年7月28日 - 不明）
- 伊藤薫プロレス教室（2006年9月23日 - 2010年12月26日）
- プロレスリングfive（2012年3月11日 - 2016年8月11日）
- COLOR'S（2022年2月12日 - ）
- プロミネンス（2022年4月24日 - ）

### 海外の団体、プロモーション
アメリカ
- GLOW（1986年 - 1991年、2001年 - ）
- POWW（1987年 - 1990年）
- LPWA（1989年 - 1992年）
- PGWA（1992年2月 - ）
- WEW（2002年2月 - ）
- SWA（2005年11月6日 - ）

メキシコ
- WWS （2013年 - ）

オーストラリア
- PWWA（2007年 - ）

イギリス
- プロレスリングEVE（2010年5月8日 - ）

タイ
- チョコプロ レスリング（2012年6月18日にプロレスリング我闘雲舞として旗揚げ - 2024年9月23日に団体名をチョコプロ レスリングに改称 - ）

## フィクションにおける作品
題材の都合上、女子プロレスラーが主人公として活躍するといった筋書きの作品が多いが「超バージン!」のように主人公が女装して女子プロレスラーとして活躍したり「ここが噂のエル・パラシオ」のように主人公が男性で女子プロレスのレフェリーを務めるといった作品もある。